# Stefano Cipressi
Stefano Cipressi (Bolonia, 25 de noviembre de 1982) es un deportista italiano que compitió en piragüismo en la modalidad de eslalon. Ganó tres medallas en el Campeonato Mundial de Piragüismo en Eslalon, en los años 2006 y 2010, y dos medallas de bronce en el Campeonato Europeo de Piragüismo en Eslalon, en los años 2005 y 2017.

## Palmarés internacional
| Campeonato Mundial | Campeonato Mundial      | Campeonato Mundial | Campeonato Mundial |
| Año                | Lugar                   | Medalla            | Competición        |
| ------------------ | ----------------------- | ------------------ | ------------------ |
| 2006               | Praga (República Checa) | Medalla de oro     | K1 individual      |
| 2006               | Praga (República Checa) | Medalla de plata   | K1 por equipos     |
| 2010               | Liubliana (Eslovenia)   | Medalla de bronce  | K1 por equipos     |
| Campeonato Europeo |                         |                    |                    |
| Año                | Lugar                   | Medalla            | Competición        |
| 2005               | Tacen (Eslovenia)       | Medalla de bronce  | K1 por equipos     |
| 2017               | Tacen (Eslovenia)       | Medalla de bronce  | C1 por equipos     |